# SPTBN2
SPTBN2‏ (Spectrin beta, non-erythrocytic 2) هوَ بروتين يُشَفر بواسطة جين SPTBN2 في الإنسان.